# 辺見マリ
辺見 マリ（へんみ マリ、1950年〈昭和25年〉10月5日 - ）は、日本の歌手・タレント・女優。本名：逸見 万里（読み同じ）。
神奈川県逗子市生まれで、2歳から京都府京都市育ち。消息不明となっている父親がスペイン系アメリカ人（陸軍将校）で母親が日本人。最終学歴は平安女学院高等学校卒業。
元夫は歌手の西郷輝彦で、西郷の籍へ入ったため婚姻期間中の戸籍上の姓は西郷の本名である「今川」（いまがわ）であった。長男はミュージシャンの辺見鑑孝（へんみのりたか）。長女はタレントの辺見えみり。
血液型はB型、身長162cm（または160cm）。B83cm、W60cm、H90cm（1982年2月時点）。

## 経歴
平安女子中等部3年時に京都会館で行われた、渡辺プロダクションの「新人スターパレード」を見に行って同事務所から歌手としてスカウトを受けた。
1967年、高等部2年生になると両親の賛成で休学し、軽自動車の免許を取ったばかりのマリは愛車のホンダN360と共に上京し、浜口庫之助の下で厳しいレッスンを積みながら、間もなく渡辺プロへ入社。
1969年11月に『ダニエル・モナムール』でデビュー。翌1970年、20歳の時に発売したセカンドシングル『経験』の「やめてぇ」と溜息混じりの歌い方が話題になり、大ヒット。曲と共に本人の大人びた容姿も相まってブレイクし、同年の第12回日本レコード大賞新人賞やゴールデン・アロー賞グラフ賞などいくつもの賞を受賞した。以降、同年に『私生活』、翌1971年に『めまい』等をリリースし、セクシー歌謡の歌手として活躍。『私生活』で第21回NHK紅白歌合戦に初出場するなど、睡眠時間は3時間という多忙な日々を送った。
ところが、人気絶頂時の1972年に同じく人気歌手の西郷輝彦と（当時マリは22歳、西郷は25歳で）結婚し、芸能界を引退。結婚の翌年に長男・鑑孝、26歳で長女・えみりを出産し、2児の母となったが1981年に離婚し、芸能界に復帰。
1993年にはヘアヌード写真集「INFINITO」を発売。これと前後して同年には、娘のえみりがドラマ『いちご白書』でデビューする。1998年に発売したCDシングル『Good-Bye あばよ』では、えみりがジャケット写真の撮影を担当した。
遡って38歳の頃（1988年頃）から金銭トラブルに見舞われ、それによる騒動や上記の熟女ヌード写真集の発売に至ったことなどが、その後ワイドショーで話題になる。さらにその後、この時の金銭トラブルは「拝み屋」が原因だったことを『Dのゲキジョー 〜運命のジャッジ〜』（フジテレビ系）出演時に告白している。また、「拝み屋」にはまっていたことで、えみりと絶縁状態になっていた時期がある（現在は和解している）。
2001年に年下の宝石デザイナーの河澄信介と再婚するが、2005年に離婚。
現在は歌手やテレビタレント以外にもミュージカル等の舞台でも活躍中。
近年は「夢スター歌謡祭 春組対秋組歌合戦」に出演し、全国各地を回っている。
2015年、バラエティ番組『しくじり先生 俺みたいになるな!!』（テレビ朝日系）に出演し、上記の38歳頃から拝み屋に洗脳されて大金を失った話を打ち明け、視聴者から大きな反響を呼んだ。

## エピソード

### 生い立ち
流しの歌手をする父（継父）と明るい性格の母に大切に育てられた。以後高校生の頃まで、マリは自分がハーフであることや、一緒に暮らす父が育ての親であることを知らずに育った。
幼稚園に入園した4歳の頃よりバレエを始め、京都でも有名なバレエの先生である木村陽子・谷桃子両氏による指導の下、年に5 - 6回は舞台に立つようになった。また、錦林小学校3年生の頃には、一流のバレリーナになることを夢見るようになった。ただし小・中学生の頃は、学校で仲間はずれに遭うなど友人関係がうまく行かなかったため、学校生活はあまり好きではなかった。
平安女子中等部入学後は、アイススケートに半年ほど凝っていた。2年生の時、カンツォーネとジャズに出会い虜（とりこ）になる。それまで京都会館にはバレエでよく舞台に立っており、3年生でナベプロのスタッフから「君踊れるって聞いたけど、歌は歌えるかい？」とスカウトされた時は、すっかりジャズに陶酔していたこともあって快諾したと語っている。
1967年10月6日（17歳の頃）、芸能界入りを前に母から「変な形で耳に入ると良くないから」と、実父の存在とマリが混血児であることを告白された。万理が生後2ヶ月の時に母・美保子はスペイン系アメリカ人の夫と別れ、やがて2歳になる頃には京都へ移り、逸見覃（へんみひろし）と再婚したことを知らされた。それまで自分は純粋な日本人だとばかり思っていた万理にとって、母の話は衝撃的だったが、実の子のように育ててくれた義父がやはり自分にとっての本当の父親だと確信した、と語っている。

### 結婚生活、芸能界復帰
歌番組で共演した人気歌手の西郷輝彦と交際に発展し、1972年に西郷との結婚によりあっさり引退した。結婚後、西郷はドラマ『どてらい男』（関西テレビ制作・フジテレビ系で放送）に主演すると、3年半に渡るヒットシリーズになったことから大阪での撮影が続いた。その撮影期間中、育児に追われる辺見の様子を見かねた西郷の提案によりマリは（結婚後の自宅で）自分の両親を呼び寄せて同居を始めた。本作の撮影後から西郷も一緒に暮らしたが、その後夫とは別居状態となり、1981年に離婚。
クイズ番組のアシスタントを頼まれたのをきっかけにタレント業に復帰し、以後両親や子どもたちとの生活を支えるため懸命に働いた。復帰直後はCMなどの大きな仕事もあったが、歌手としては新たなヒット曲に恵まれず、次第に地方の温泉地のショーやキャバレーで歌う仕事（いわゆるドサ回り）がメインになった。またこの頃は、デビュー当時のセクシーなイメージが強すぎて、映画やドラマの出演依頼が来ても脱ぐ仕事ばかりで断ることも多かったという。

### 金銭トラブル

#### 拝み屋Kとの出会い
復帰から8年後（38歳）、当時のマネジャー・Sから「僕の知り合いで、神様と話せる人がいるんですけど会ってみませんか？」と誘われた。当時思うように仕事ができない不安と焦りから霊能力を持つという拝み屋の中年女性・Kと会ってみたところ、相手は熱心に話を聞いてくれた。また当時抱えていたマリの悩みを次々と言い当てたため、以降何でも相談するようになった。最初は自らの意志で拝み屋に1回5,000円 - 1万円の謝礼を渡していたが、ある日を境に相手から色々と理由を付けて“厄払い”としてお金を要求され、以降徐々にその金額が上がっていった。
当時Kの周囲にはSの他、Kの家族やKの友人女性Aなどがおり、毎日Kたちは集まって“修行”と称して拝んでいた。マリは厄払いのためにKのもとに訪れていたが、Kたちは彼女をわざと修行に誘わなかった。これはKたちがわざとマリの嫉妬心を煽るというテクニックだったが、既に洗脳状態となっていたマリもほどなくして仲間に加わり、毎日朝から晩まで修行するようになった。異変に気づいたえみりたち家族やマリの友人から、修行に行くのを辞めるよう説得されたが、マリは全く耳を貸さなかった。

#### 新・拝み屋Aとの生活
後日Kがいなくなると新たにAが拝み屋に成り代わり、要求される金額がそれまでとは桁違いに増加した。この頃にはマリはほとんど仕事をせずに修行をし、Aはマリが工面した金から、生活費をマリに渡していた。しかし金が尽きたことでAはマリを歌の仕事に復帰するよう告げた。ただし拝み屋Aが修行中に出す食事のせいで、マリは以前より20kgも太ったが、Aの指示でダイエットしてから歌手業を再開させた。しかし外の世界に触れ、ステージで歌唱後にファンからの温かい拍手をもらったことで、拝み屋との生活に違和感を感じるきっかけになった。また、Aからの指示でダイエット教室を開くことになったが、生徒たちから集めた約2,000万円の入会金がAに持ち逃げされた。初めてAたちに怒りの感情が沸いたことがきっかけとなり、ようやく洗脳が解けた。
後日Aから電話がかかり再びお金を求められたが、大ゲンカして要求を突っぱねた。その後警察に捜査を依頼したが、拝み屋たちの居所は分かっておらず金も返ってきていない。13年間で約5億円（周りから借金した分も含めて）をKやAたちに渡したという。洗脳期間中に成長した子どもたちはそれぞれ独立して以降絶縁状態が続いたが、洗脳が解けたことで交流が復活した。

## その他
デビュー前は布施明の大ファンだった。ナベプロからスカウトされたのも彼が出演する歌謡ショー（「新人スターパレード」とされる）を見に行ったのがきっかけ。
デビューの頃は、“舐められたくないから”という理由で年齢を実際より2歳高く鯖読みしていた。
2013年6月末の深夜にえみりの出産に立会い、マリは孫娘の祖母となった。なお、出産祝いとして娘夫婦にベビーベッドを購入してプレゼントした。
2020年10月頃体調に異変を感じ、病院で頻脈性心房細動及びうっ血性心不全と診断されて入院し、数日後に退院。その後2022年6月に心臓のアブレーション手術を受けた。
本人は性格について、「元々真面目すぎる性格で物事を突き詰めて考えちゃったり、わりとマイナス思考」と自己評価している。いつ頃からか、そういう時は余計なことを考えないように、敢えて「ま、いっか」と声に出すことで気楽に過ごすようになったという。
長年長い髪を染めて生活していたが、コロナ禍を機に染めるのを辞めて地毛の色であるグレイヘアにし、髪型もショートヘアに変えた。

## ディスコグラフィ

### シングル
| #                              | 発売日          | A/B面          | タイトル              | 作詞           | 作曲           | 編曲           | 規格品番       |
| 日本コロムビア                 | 日本コロムビア  | 日本コロムビア | 日本コロムビア        | 日本コロムビア | 日本コロムビア | 日本コロムビア | 日本コロムビア |
| ------------------------------ | --------------- | -------------- | --------------------- | -------------- | -------------- | -------------- | -------------- |
| 1                              | 1969年 11月10日 | A面            | ダニエル・モナムール  | 安井かずみ     | 村井邦彦       | 川口真         | P-78           |
| 1                              | 1969年 11月10日 | B面            | ふりむかない季節      | 安井かずみ     | 村井邦彦       | 川口真         | P-78           |
| 2                              | 1970年 5月11日  | A面            | 経験                  | 安井かずみ     | 村井邦彦       | 川口真         | P-87           |
| 2                              | 1970年 5月11日  | B面            | 19歳の変身            | 安井かずみ     | 村井邦彦       | 川口真         | P-87           |
| 3                              | 1970年 8月25日  | A面            | 私生活                | 安井かずみ     | 村井邦彦       | 川口真         | P-98           |
| 3                              | 1970年 8月25日  | B面            | かもめの城            | 安井かずみ     | 村井邦彦       | 川口真         | P-98           |
| ワーナーブラザーズ・パイオニア |                 |                |                       |                |                |                |                |
| 4                              | 1971年 1月4日   | A面            | めまい                | 安井かずみ     | 村井邦彦       | 川口真         | L-1001P        |
| 4                              | 1971年 1月4日   | B面            | 男の部屋              | 安井かずみ     | 鈴木淳         | 川口真         | L-1001P        |
| 5                              | 1971年 4月5日   | A面            | 太陽に走る女          | 安井かずみ     | 鈴木邦彦       | 川口真         | L-1025P        |
| 5                              | 1971年 4月5日   | B面            | とまどい              | 安井かずみ     | 鈴木邦彦       | 鈴木邦彦       | L-1025P        |
| 6                              | 1971年 8月10日  | A面            | 愛のカフェテラス      | 山口あかり     | 平尾昌晃       | テディ池谷     | L-1043P        |
| 6                              | 1971年 8月10日  | B面            | サンデー              | 安井かずみ     | 平尾昌晃       | 小谷充         | L-1043P        |
| 7                              | 1971年 12月10日 | A面            | サンドラの恋          | 安井かずみ     | 村井邦彦       | 川口真         | L-1065P        |
| 7                              | 1971年 12月10日 | B面            | 光の季節              | 安井かずみ     | 村井邦彦       | 川口真         | L-1065P        |
| SMS Records                    |                 |                |                       |                |                |                |                |
| 8                              | 1980年 7月1日   | A面            | ルネッサンス          | 岡田冨美子     | 大野克夫       | 船山基紀       | SM06-66        |
| 8                              | 1980年 7月1日   | B面            | あどけなく            | 門谷憲二       | 鈴木キサブロー | 船山基紀       | SM06-66        |
| 9                              | 1980年 10月21日 | A面            | 燃えて刹那            | 来生えつこ     | 佐瀬寿一       | 船山基紀       | SM07-71        |
| 9                              | 1980年 10月21日 | B面            | 幸福                  | 竜真知子       | 大野克夫       | 船山基紀       | SM07-71        |
| 10                             | 1981年 10月5日  | A面            | きらめきの舞い        | 有馬三恵子     | 小杉保夫       | 松井忠重       | SM07-201       |
| 10                             | 1981年 10月5日  | B面            | 輪舞                  | 有馬三恵子     | 小杉保夫       | 松井忠重       | SM07-201       |
| 日本クラウン                   |                 |                |                       |                |                |                |                |
| 11                             | 1992年 7月23日  | 01             | 白夜                  | 山上路夫       | N.Edwards      | 水谷公生       | CRDP-43        |
| 11                             | 1992年 7月23日  | 02             | 港のひなげし          | 山上路夫       | Ventures       | 水谷公生       | CRDP-43        |
| ポニーキャニオン               |                 |                |                       |                |                |                |                |
| 12                             | 1998年 11月18日 | 01             | Good-bye あばよ       | 荒木とよひさ   | 三木たかし     | 川口真         | PCDA-01115     |
| 12                             | 1998年 11月18日 | 02             | 不死鳥 -フェニックス- | 荒木とよひさ   | 三木たかし     | 川口真         | PCDA-01115     |

### アルバム
1. マリとあなたの部屋（1971年1月）
2. 20才の女（1971年8月4日)
3. 辺見マリとクリスマスを(1971年)
4. Love Letters（2001年10月24日）

## 出演

### 映画
- ザ・タイガース 華やかなる招待（1968年、東宝、東京映画）- モデル風通行人　役 (ノンクレジット)
- なにがなんでも為五郎（1970年8月26日封切、松竹） - 歌手　役
- 経験（1970年10月6日封切、東映） - 歌手　役
- めまい（1971年3月20日封切、松竹)　-　中沢真里　役　初主演作
- ヨコハマBJブルース（1981年4月25日封切、東映） - 椋民子　役
- この子の七つのお祝いに(1982年10月9日封切、松竹・角川春樹事務所) - 青蛾  役
- ユー・ガッタ・チャンス（1985年）-　モニカ　役

### テレビドラマ
- 陽気な逃亡（1980年、フジテレビ） - 村松田園 役
- プロハンター 第16話「悪い女」（1981年、日本テレビ） - 早川冬子 役
- 私はタフな女（1981年、日本テレビ） - 涼子 役
- ザ・サスペンス「裂けた眠り・人妻を狙う催眠術の甘い罠」（1982年5月29日、TBS） - 美弥子 役
- 松本清張の「顔」（1982年9月3日〜24日、TBS 金曜ミステリー劇場） - 島内タツ子 役
- 時代劇スペシャル / 秘剣揚羽蝶 源氏九郎颯爽記 （1983年、フジテレビ）
- 青春前後不覚（1983年、NHK 銀河テレビ小説）
- 松本清張の「断線」（1983年、テレビ朝日 土曜ワイド劇場） - 倉垣冴子 役
- 女ざかり（1984年、日本テレビ）
- 少女に何が起ったか（1985年、TBS） - 東節子 役
- ヨロン島の謎　私が美人歌手を殺した!（1986年、テレビ朝日 土曜ワイド劇場）
- 浅草ふくまる旅館 第2シリーズ（2007年） - 岩村靖枝 役
- 暖流（2007年、TBS系ドラマ30） - 日疋幸江 役
- 家売るオンナ2016年、日本テレビ系ドラマ　第3話）

### バラエティ
- ズバリ!当てましょう（第2期）（フジテレビ） - 芸能界に復帰後初の番組。1979年4月より鈴木ヒロミツ（同年10月からは出門英）と共に進行役を担当、1980年1月からは勇退した泉大助に代わって、出門と共に司会に昇格した。1980年9月限りで降板。
- サタデーナイトショー（テレビ東京）
- しくじり先生 俺みたいになるな!!3時間SP（テレビ朝日、2015年9月14日） - 「洗脳されて5億円を失っちゃった先生」として出演。
- 踊る!さんま御殿!!（日本テレビ）
- ビビット（TBS）

### テレビアニメ
- ゴルゴ13（1971年、TBS）

### CM
- 日本石油
- グリコ ファミリーデート

### NHK紅白歌合戦出場歴
| 年度/放送回               | 回 | 曲目   | 出演順 | 対戦相手     |
| ------------------------- | -- | ------ | ------ | ------------ |
| 1970年（昭和45年）/第21回 | 初 | 私生活 | 15/24  | フランク永井 |

注意点
- 出演順は「出演順/出場者数」で表す。

## 書籍
- 「空白の1095日―“経験”エッセイ」（1992年4月、廣済堂出版）
- 「辺見マリの実戦!やせるメニュー (JOSEI SEVEN BOOKS)」（1994年4月、小学館)
- 「もうひとつの経験―本当の絆をつかんだ親子の愛」（2003年3月、青春出版社)

### 写真集
- 「INFINITO―辺見マリ写真集」撮影：谷口征（1993年5月、竹書房）